# Listă de opere științifico-fantastice militare și autori
Aceasta este o listă de opere științifico-fantastice militare și autori, după numele autorului, sau dacă este vorba de un film, după titlu.

[ Literatură ] - [ Televiziune și film ] - [ Referințe ] - [ Further Reading ] 

## Literatură

### A

#### Allen, Roger MacBride
- Torch of Honor (1985) [1]:5
- Rogue Powers (1986) [1]:5

#### Anderson, Poul
- The Star Fox (1965) [2]

#### Anvil, Christopher
- The Steel, the Mist and the Blazing Sun (1983) [2]

#### Asprin, Robert Lynn
- Phule's Company series (humorous) [1]:19
- The Cold Cash War

### B

#### Buettner, Robert
- Jason Wander series [3]

#### Bujold, Lois McMaster
- Shards of Honor (1986) [1]:61
- Ethan of Athos (1986) [1]:61
- Warrior’s Apprentice (1986) [1]:61, ultimele cărți din seria Miles Vorkosigian sunt considerate a fi mai mult Space Opera decât științifico-fantastice militare.

#### Bunch, Chris
- The Sten Chronicles (with Allan Cole)
- The Last Legion series

### C

#### Campbell, Jack
Real name: Hemry, John G.
- The Lost Fleet series (2006) [4][5]
- "Dead End" (written as John G. Hemry) appearing in Breach the Hull, edited by Mike McPhail and published by Dark Quest Books  Arhivat în 17 august 2016, la Wayback Machine.
- "Grendel" a Lost Fleet story appearing in So It Begins, edited by Mike McPhail and published by Dark Quest Books  Arhivat în 17 august 2016, la Wayback Machine.
- "Dawn's Last Light" (written as John G. Hemry)appearing in By Other Means, edited by Mike McPhail and published by Dark Quest Books  Arhivat în 16 martie 2012, la Wayback Machine.

#### Card, Orson Scott
- Ender's Game (1985) [1]:74[6][7]

#### Cherryh, C. J.
- Faded Sun series [1]:136

#### Chesney, George
- The Battle of Dorking (1871) [2]

#### Cook, Glen
- Passage at Arms (1985)

#### Cragg, Dan
- StarFist series (with David Sherman) [6][8]
- Jedi Trial (with David Sherman) (2004)

### D

#### Dalmas, John
- The Lizard War series [9]
- The Regiment series [9]

#### Dickson, Gordon R.
- Dorsai! (The Genetic General 1960; exp vt Dorsai! 1976) [1]:116, 121[10][11]
- The Genetic General (1960)

#### Dietz, William C.
- Legion series [1]:118
- The Flood

#### Douglas, Ian
Real name: Keith, William H., Jr.
- Semper Mars: Book One of the Heritage Trilogy (1998) [12]

#### Douglas, Scott
- The n00b Warriors Series [13]

#### Doyle, Debra
- The Mageworlds Series [14]

#### Drake, David
- Hammer's Slammers series [15]
- RCN Series [1]:123[16]

### E

#### Elizabeth Moon
- Vatta's War series

### F

#### Feintuch, David
- Seafort series [1]:141

#### Frankowski, Leo
- The War with Earth (2003) [1]:155 with Dave Grossman
- Kren of the Mitchegai (2004) [1]:155 with Dave Grossman
- The Two-Space War (2004) [1]:155

### G

#### Garfinkle, Richard
- Celestial Matters (1996)

#### Gerrold, David
- Starhunt (1987) [1]:158

#### Grubb, Jeff
- StarCraft: Cruciada lui Liberty

#### Gunn, David
- Death's Head series [17]

### H

#### Haldeman, Joe
- The Forever War (1975) [1]:150, 174[6][18]

#### Harrison, Harry
- Bill, the Galactic Hero (1965, humorous) [1]:179

#### Heinlein, Robert A.
- Space Cadet (1949) [19]
- The Long Watch (1950) [20][21]
- Starship Troopers (1958) [1]:358[6][22]

#### Hemry, John G.
Alias: Jack Campbell
- The Lost Fleet series [4][5]

### K

#### Keith, William H., Jr.
Alias: Ian Douglas
- Semper Mars: Book One of the Heritage Trilogy (1998) [12]

#### Kornbluth, Cyril M.
- "The Only Thing We Learn" (1949) [23]

#### Kratman, Tom
- A Desert Called Peace (2007)
- Carnifex (2008)
- The Lotus Eaters (April 2010)
- The Amazon Legion (April 2011)

### L

#### Lang Hermann
- The Air Battle (1859) [2]

### M

#### McDonald Sandra
- The Outback Stars [16]

#### McLaughlin Dean
- Hawk Among the Sparrows (1968) [1]:180

#### Moon Elizabeth
- Vatta's War series [1]:259[16]
- Serrano / Familias series [1]:259

#### Morgan Richard K.
- Takeshi Kovacs series [24]

### N

#### Niven Larry
- The Man-Kzin Wars (Known Space future History, Shared World; 3 vols 1988-90) [2]

#### Norton Andre
- Star Guard (1955) [1]:274

#### Nylund, Eric
- Halo: The Fall of Reach
- Halo: First Strike
- Halo: Ghosts of Onyx

### P

#### Pournelle Jerry E.
- A Spaceship for the King (1973) [1]:291[2]
- The Mercenary (1977) [1]:291[2]

### R

#### Reynolds Mack
- Mercenary from Tomorrow (1962 "Mercenary"; exp 1968) [1]:306[2]

#### Ringo John
- Legacy of the Aldenata series [6]
- Posleen War - Central Storyline
  - A Hymn Before Battle (2000)
  - Gust Front (2001)
  - When the Devil Dances (2002)
  - Hell's Faire (2003)
- Hedren War
  - Eye of the Storm (2009)
- Posleen War Sidestories
  - Watch on the Rhine (2005)
  - Yellow Eyes (2007)
  - The Tuloriad (2009) (with Tom Kratman)
- Cally's War Spinoff Series
  - Cally's War (2004)
  - Sister Time (2007) (with Julie Cochrane)
  - Honor of the Clan (2009) (with Julie Cochrane)
- Empire of Man Series

Also known as the "Prince Roger Series", Co-written with David Weber
- - March Upcountry
  - March to the Sea
  - March to the Stars
  - We Few (2005)
- The Council Wars Series
  - There will be Dragons
  - Emerald Sea
  - Against the Tide
  - East of the Sun, West of the Moon

#### Rosenberg Joel
- Not for Glory (1988) [2]

### S

#### Saberhagen Fred
- Berserker series (1963) [2]

#### Scalzi John
- Old Man's War series (2005) [25]

#### Scarborough Elizabeth Ann
- The Healer's War (1988) [2]

#### Steakley John
- Armor (1984) [26]

#### Mike Shepherd
- Kris Longknife series (2004) [27]

#### Sherman David
- The StarFist series (with Dan Cragg) [2]
- The DemonTech series [2]
- Jedi Trial (with Dan Cragg) (2004)
- "Surrender and Die" a DemonTech series story appearing in So It Begins, edited by Mike McPhail and published by Dark Quest Books  Arhivat în 17 august 2016, la Wayback Machine.
- "Delaying Action" appearing in By Other Means, edited by Mike McPhail and published by Dark Quest Books  Arhivat în 16 martie 2012, la Wayback Machine.

#### Spinrad Norman
- The Men in the Jungle (1967) [2]
- The Big Flash (1969) [1]:38

#### Stirling S M
- Kzin series [1]:362
- Falkenberg series [1]:362

#### Stephen J Sweeney
- The Honour of the Knights (The Battle for the Solar System series)

### W

#### Weber David
- Honor Harrington series [1]:407[6]

#### Wells H. G.
- War of the Worlds (1898) [1]:402[2]

#### White Steve
- Insurrection (1990) [1]:413 with David Weber.
- Crusade (1992) [1]:413 with David Weber.
- Death Ground (1997) [1]:413 with David Weber.

#### Walter Jon Williams
- Dread Empire's Fall series

## Televiziune și film
- Aliens
- Armored Trooper Votoms
- Avatar
- Babylon 5
- Banner of the Stars
- Battle: Los Angeles
- Battlestar Galactica[28][29]
- BattleTech: The Animated Series
- Doom
- Exosquad
- Gears of War
- Genesis Climber Mospeada
- Gunbuster
- Legend of the Galactic Heroes
- Macross
- Mobile Suit Gundam
- Robotech
- seaQuest DSV
- Space: Above and Beyond[30]
- Space Battleship Yamato
- Star Blazers
- Stargate
- Stargate Atlantis
- Stargate SG-1 (1997–2007), created by Brad Wright & Jonathan Glassner[31]
- Stargate Universe
- Starship Troopers
- Star Trek: Deep Space Nine
- Star Trek: Enterprise
- Star Trek (2009 film)
- Star Wars franchise
- Strike Witches
- The Super Dimension Cavalry Southern Cross
- The Super Dimension Fortress Macross
- Warhammer 40,000
- Stealth
- Appleseed
- Appleseed Ex Machina
- Vexille
- Halo Legends
- Halo Wars
- Titan A.E.
- Code Geass
- The Tomorrow War (2021)